# Javier Madrazo Lavín
Javier Madrazo Lavín (Riaño, Cantàbria, 12 d'agost de 1960) és un polític basc. Va ser coordinador general d'Ezker Batua-Berdeak, partit federat a nivell estatal amb Izquierda Unida, i Conseller d'Habitatge i Assumptes Socials del Govern Basc. Llicenciat en Filosofia per la Universitat de Deusto, també va estudiar tres anys d'enginyeria. És germà de la també política Julia Madrazo, regidora d'urbanisme en l'ajuntament de Bilbao.
Ha estat professor de filosofia i ètica de l'Institut de Secundària Ignacio Ellacuría de Zurbaranbarri de Bilbao. Va començar la seva militància política en el Partit Comunista d'Euskadi (PCE-EPK). El 1986 va ser cofundador de la Coordinadora Gesto por la Paz d'Euskal Herria. Menys d'una dècada després va abandonar aquesta organització per a formar la Plataforma Cívica per la Pau Bakea Orain (Pau Ara), grup que va signar la declaració d'Estella, de la qual fou portaveu. Un grup de ciutadans tradicionalistes d'Hondarribia va sol·licitar declarar-li persona "non grata" a l'haver qualificat Madrazo de "focus d'intolerància sexista" la discriminació a les dones en la tradicional desfilada de l'Alarde. A les eleccions al Parlament Basc de 1994 va ser escollit parlamentari basc per Ezker Batua-Berdeak, i al desembre d'aquest any, en la IV Assemblea de Ezker Batua-Berdeak va ser nomenat Coordinador General. Va ser Conseller d'Habitatge i Assumptes Socials en el Govern Basc. Està casat i té dos fills. Es confessa cristià de base, pacifista, i fou objector de consciència.